# Skallevikhalsen
Skallevikhalsen är en kulle i Antarktis. Den ligger i Östantarktis. Norge gör anspråk på området. Toppen på Skallevikhalsen är 27 meter över havet.
Terrängen runt Skallevikhalsen är kuperad söderut, men söderut är den platt. Havet är nära Skallevikhalsen åt nordväst. Trakten är obefolkad. Det finns inga samhällen i närheten. 